# Choucador de Sharpe
Pour les autres espèces de spréos, voir Spréo.
Genre
Espèce
Statut de conservation UICN

 LC  : Préoccupation mineure
Synonymes
- Cinnyricinclus sharpii

Le Choucador de Sharpe (Pholia sharpii), aussi appelé Spréo de Sharpe, est une espèce de passereaux de la famille des Sturnidae.

## Répartition géographique
Cet oiseau, à l'état sauvage uniquement présent sur le continent africain, se trouve au Burundi, au Congo, en Éthiopie, au Kenya, au Rwanda, au Soudan, en Tanzanie et en Ouganda.